# ابو توره
ابو توره (انگلیسی: Abou Touré؛ زادهٔ ۱۲ فوریهٔ ۱۹۹۶) بازیکن فوتبال اهل سنگال است.